# (11) Парфенопа
(11) Парфенопа (лат. Parthenope) — астероид главного пояса, который принадлежит к светлому спектральному классу S. Он был открыт 11 мая 1850 года итальянским астрономом Аннибале де Гаспарисом в обсерватории Каподимонте и назван в честь сирены, которая согласно легенде основала город Парфенопа (в настоящее время — Неаполь). Название предложил английский астроном сэр Джон Гершель в 1849 году для другого астероида, Гигеи.

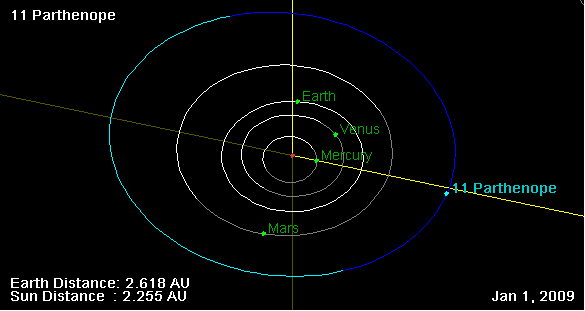
Орбита астероида Парфенопа и его положение в Солнечной системе

Хотя Парфенопа относится к астероидам класса S, спектральный анализ, проведённый в 1997 году, обнаружил довольно слабые полосы поглощения на длинах волн 0,38 μm и 0,42 μm. Нечто подобное характерно для класса M, в частности для астероида (201) Пенелопа. Подобные полосы поглощения также были обнаружены у астероида (181) Эвхарида, также принадлежащего к классу S.
Фотометрические наблюдения, проведённые в Пулковской обсерватории, позволили получить кривые блеска этого тела, из которых следовало, что период вращения астероида вокруг своей оси равняется 13,722 ± 0,001 часа, с изменением блеска по мере вращения 0,10m.
В 1988 году с помощью телескопа UH88 в обсерватории Мауна-Кеа была предпринята попытка поиска спутников у этого астероида, но она закончилась неудачей.
Максимальной яркости астероид достигал 6 августа 2008 года в момент прохождения перигелия, когда его видимая звёздная величина составила 8,8m.
Покрытие звёзд этим астероидом наблюдалось дважды: 13 февраля 1987 года и 28 апреля 2006 года.

## Определение массы
С момента открытия астероида (17) Фетида в 1852 году он дважды сближался с Парфенопой: в первый раз в феврале 1968 года до расстояния в 0,0016 а. e., второй раз в январе 1997 года до расстояния в 0,0054 а. e. На основе этих наблюдений астрономами Viateau и Chesley в 1997 и 2001 годах масса астероида была оценена в 5⋅1018 кг при плотности 2,7 г/см³. Впоследствии (в 2007 году) это значение было оценено в 6,3⋅1018 кг, а в 2008 уточнено до 6,15⋅1018 кг при плотности 3,3 г/см³. Следует заметить, что дистанция в 0,0016 а. e. является минимальным расстоянием между двумя сближающимися астероидами, которое использовалось для определения их массы (по состоянию на август 2000 года). Пористость астероида составляет (12 ± 4)%. 